# Polystachya brugeana
Polystachya brugeana är en orkidéart som beskrevs av Daniel Geerinck. Polystachya brugeana ingår i släktet Polystachya och familjen orkidéer. Inga underarter finns listade i Catalogue of Life.